# Melamină
Melamina este un compus organic cu formula chimică C3H6N6, fiind un derivat de 1,3,5-triazină.

## Obținere
Melamina a fost sintetizată pentru prima oară de chimistul german Justus von Liebig în anul 1834. Sinteza presupune o reacție  de conversie a cianamidei calcice la 2-cianoguanidină, care trece în melamină prin încălzire la temperatura de topire. În prezent, majoritatea fabricanților utilizează uree în următorul proces:
{\displaystyle {\ce {6 (NH2)2CO -> C3H6N6 + 6 NH3 + 3 CO2}}}